# Japón en los Juegos Olímpicos de Nagano 1998
Japón estuvo representado en los Juegos Olímpicos de Nagano 1998 por un total de 156 deportistas que compitieron en 14 deportes.  
El portador de la bandera en la ceremonia de apertura fue el patinador de velocidad Hiroyasu Shimizu.

## Medallistas
El equipo olímpico japonés obtuvo las siguientes medallas:
| Nombre                                                       | Deporte                              | Competición                |
| ------------------------------------------------------------ | ------------------------------------ | -------------------------- |
| Oro                                                          |                                      |                            |
| Tae Satoya                                                   | Esquí acrobático                     | Baches F                   |
| Hiroyasu Shimizu                                             | Patinaje de velocidad                | 500 m M                    |
| Takafumi Nishitani                                           | Patinaje de velocidad en pista corta | 500 m M                    |
| Kazuyoshi Funaki                                             | Saltos en esquí                      | Trampolín largo M          |
| Takanobu Okabe Hiroya Saito Masahiko Harada Kazuyoshi Funaki | Saltos en esquí                      | Trampolín largo por eqs. M |
| Plata                                                        |                                      |                            |
| Kazuyoshi Funaki                                             | Saltos en esquí                      | Trampolín normal M         |
| Bronce                                                       |                                      |                            |
| Hiroyasu Shimizu                                             | Patinaje de velocidad                | 1000 m M                   |
| Tomomi Okazaki                                               | Patinaje de velocidad                | 500 m F                    |
| Hitoshi Uematsu                                              | Patinaje de velocidad en pista corta | 500 m M                    |
| Masahiko Harada                                              | Saltos en esquí                      | Trampolín largo M          |